# Cratere Weinbaum
Weinbaum  è un cratere sulla superficie di Marte.